# Aplocera kawrigini
Aplocera kawrigini är en fjärilsart som beskrevs av Hugo Theodor Christoph 1885. Aplocera kawrigini ingår i släktet Aplocera och familjen mätare. Inga underarter finns listade i Catalogue of Life.